# Sugar (сингл SOAD)
Sugar (переклад з англ. «Цукор») — пісня гурту «System of a Down», яка була випущена окремим синглом та EP у 1998 році, компанією American Recordings.

## Список композицій

### Sugar (Сингл)
Автор слів Серж Танкян, автор музики Малакян Одаджян. 
| #  | Назва           | Тривалість |
| -- | --------------- | ---------- |
| 1. | «Sugar»         | 2:34       |
| 2. | «Sugar» (Clean) | 2:34       |

### Sugar (7" Сингл)
Автор слів Серж Танкян, автор музики Малакян Одаджян. 
| #  | Назва         | Тривалість |
| -- | ------------- | ---------- |
| 1. | «Sugar»       | 2:34       |
| 2. | «War?» (Live) | 2:47       |

### Sugar (7"Промо-запис)
Автор слів Серж Танкян, автор музики Малакян Одаджян. 
| #  | Назва              | Тривалість |
| -- | ------------------ | ---------- |
| 1. | «Sugar» (Live)     | 2:23       |
| 2. | «Suite-Pee» (Live) | 3:04       |

### Sugar (EP)
Автор слів Серж Танкян, автор музики Малакян Одаджян. 
| #  | Назва                | Тривалість |
| -- | -------------------- | ---------- |
| 1. | «Sugar»              | 2:34       |
| 2. | «Sugar» (Clean)      | 2:34       |
| 3. | «Storaged»           | 1:19       |
| 4. | «Sugar» (Live)       | 2:24       |
| 5. | «War?» (Live)        | 2:44       |
| 6. | «Sugar» (Clean&Live) | 2:24       |
| 7. | «War?» (Clean&Live)  | 2:44       |